# Romet Traper
Romet Traper – niewielki rower firmy Romet produkowany od lat 70. do 90. w Bydgoszczy.
Model Traper jest niewielkim rowerem uniwersalnym osadzonym na kołach 24". W zasadzie jest to Romet Jubilat z inną główną rurą ramową. W Traperze jest ona gruba, całkowicie prosta, nieskładana, osadzona pod niewielkim kątem prostopadle do rury podsiodłowej i główki ramy. Traper był nieznacznie dłuższy od Jubilata.
Traper był produkowany w dwóch wersjach. Traper "bez dwójki", od Trapera 2 różnił się przede wszystkim:
- Bagażnikiem - W Traperze 2 był identyczny, jak w Jubilatach, a w Traperze - tłoczony z blachy, wyposażony w pas gumowy o regulowanej długości do przymocowania bagażu.
- Siedzeniem - W Traperze 2 - MERTENS  (z tworzywa) - charakterystyczne dla modeli od połowy lat 70., aż do przełomu lat 80. i 90., natomiast w Traperze - pokryte "ceratą" - takie, jak w Sokołach, Czajkach, Karatach, pierwszych Flamingach itp.
- Sztycą - W "jedynce" bardziej wygięta, tak jak we Flamingu.
- Pompką - W "jedynce" zakładana pod rurą ramową, natomiast w "dwójce" przy rurze podsiodłowej (tak jak w m.in. Jubilacie, czy Wigry).
- Oświetleniem -  W "dwójce" lampa przednia prostokątna, zasilana dwoma bateriami R20 z przesuwnym włącznikiem na tylnej ściance; tylna lampa zasilana jedną baterią R20 z przesuwnym czerwonym włącznikiem z boku obudowy. W "jedynce" oświetlenie zasilane z dynama.

Rower wyposażony był m.in. w tylny hamulec Torpedo (w piaście), przedni hamulec - szczękowy i chromowany dzwonek. 
Gotowy do jazdy ważył 16 kg.